# Музей східних культур
Музей східних культур — музейний заклад, створений в Золочівському замку (Львівська область) і розташований у так званому Китайському палаці.

## Будівля і екзотична назва

Макет Золочівського замку, мала вежа внизу з червоним дахом — ротонда майбутнього палацу.

Первісно в 17 столітті це була галерея-ротонда з вісьмома колонами зі сторони головного фасаду і балконом довкола. В 18 столітті споруду збільшили двома бічними прибудовами з уступчастими дахами. Відтак кількість приміщень збільшилась до п'яти невеликих залів. Незвична архітектура, дахи з переломом викликали у сучасників асоціації з китайськими спорудами, які, напевне, більшість ніколи не бачила, але знала завдяки зображенням на гравюрах та на порцеляні. Магнатерія (привілейований стан) знав ще театральні декорації в стилі шинуазрі та коштовну китайську порцеляну в «китайських кімнатах» магнатських палаців (таку власну «китайську залу» мав Підгорецький замок). За архівними даними назва Китайський палац виникла на початку 18 століття. Чи були відповідно облаштовані в стилі «китайщини» інтер'єри невеликого палацу, схожого на парковий павільйон — достеменно невідомо. Хоча є відомості, що в Китайському палаці колись була збірка східних речей.
Ансамбль Золочівського замку пройшов через занепад, використання не за призначенням і природні лиха. За часів СРСР тут була тюрма НКВС, згодом професійно-технічне училище. Занедбаний архітектурний ансамбль випросив відомий музейний діяч України — Возницький Борис Григорович під філію Львівської картинної галереї. Відтоді розпочате наукове, археологічне і історичне дослідження ансамблю та його повільне повернення в культуру незалежної України. Цьому діяльно сприяли меценати міста Золочіва, що забезпечили значними грошовими коштами відновлювальні і ремонтно-реставраційні роботи.

## Концепція створення музею

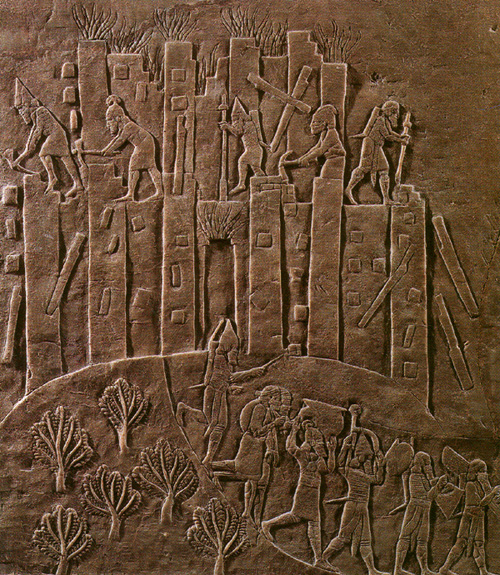
Вояки Ашшурбаніпала руйнують захоплену Сузу і женуть у полон її мешканців. Рельєф із Ніневії, 647 р. до н. е.

Радянська Україна ніколи не мала окремого музею східних мистецтв навіть в Києві. Найбільше, що було — невеликі відділи східних мистецтв в окремих музеях. Один з них облаштували в місті Одеса в музеї західного і східного мистецтва, де відкрили три невеликі зали з гравюрами, керамікою та ужитковим мистецтвом різних країн Сходу. Дещо інший підхід був покладений у розбудову Музею східних культур, який вирішили створити в Китайському палаці. Була запропонована концепція не чергового відділу мистецтва східних країн (як в Києві чи Одесі), а саме заклад з висвітленням східних культур[джерело?].

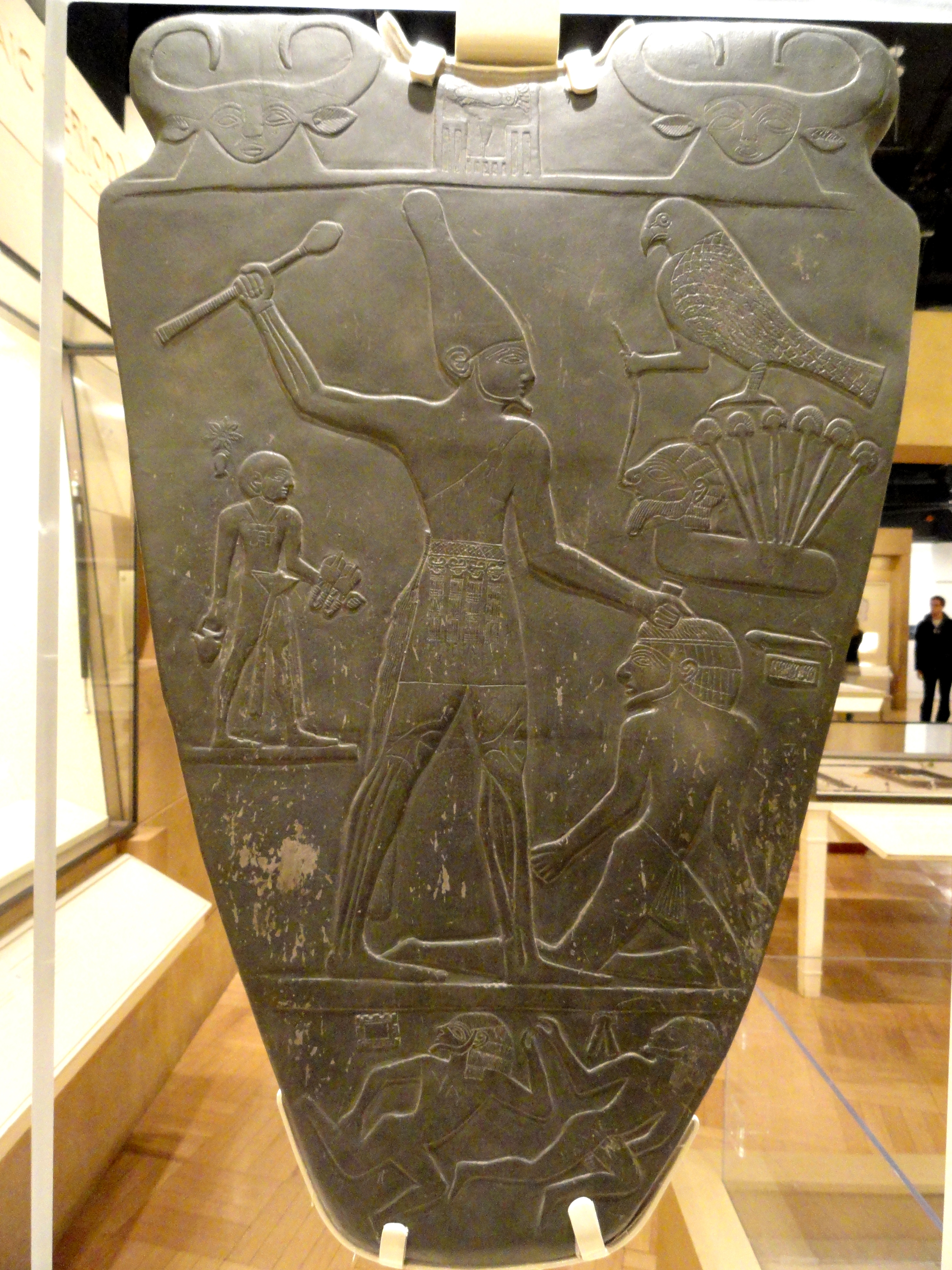
Фараон Нармер з рабом чи полоненим. Каїр, Єгипетський музей.
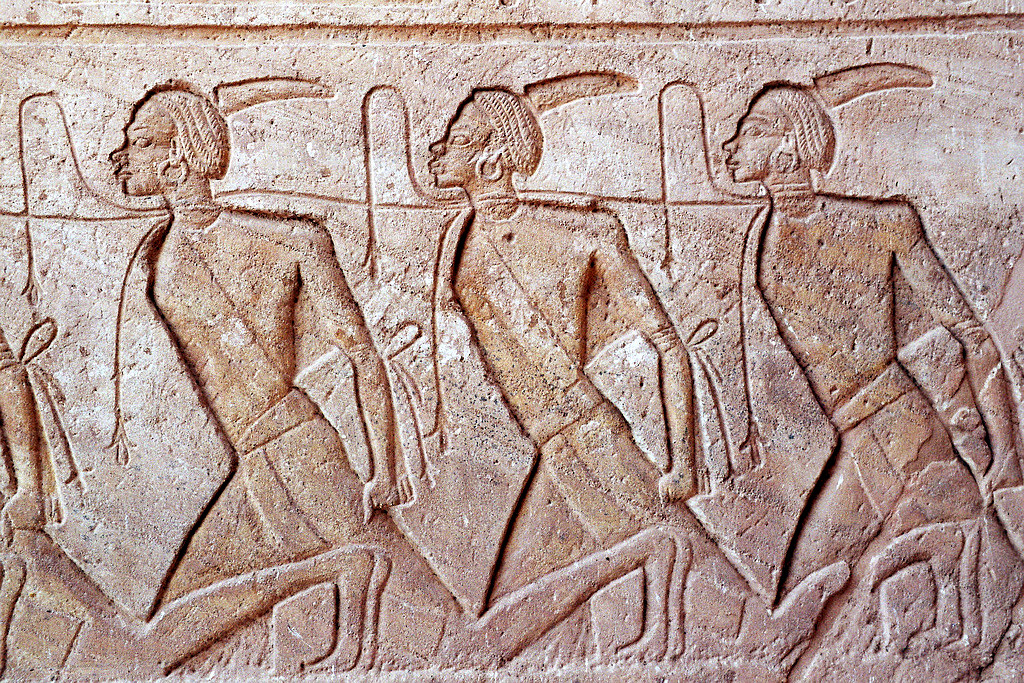
Раби з Нубії, рельєф, Абу-Сімбел.
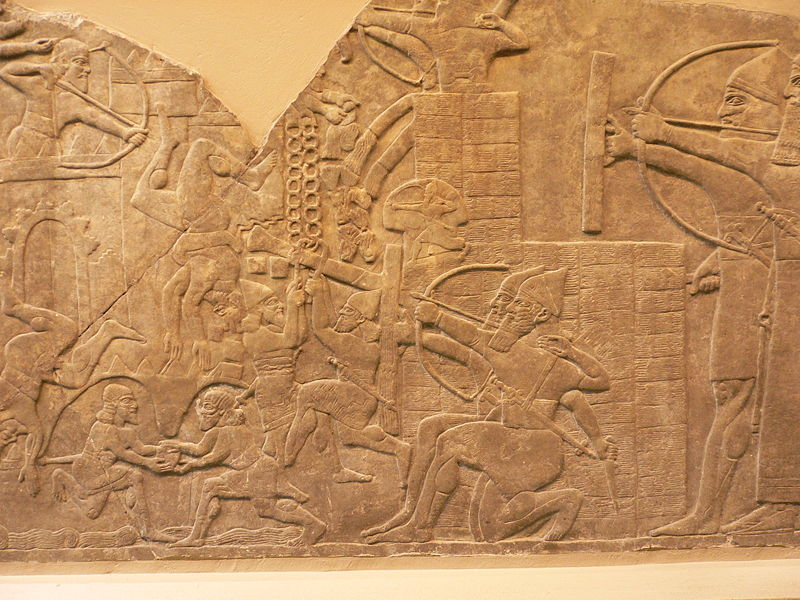
Ассирійці здобувають чуже місто, рельєф, Британський музей, Лондон.
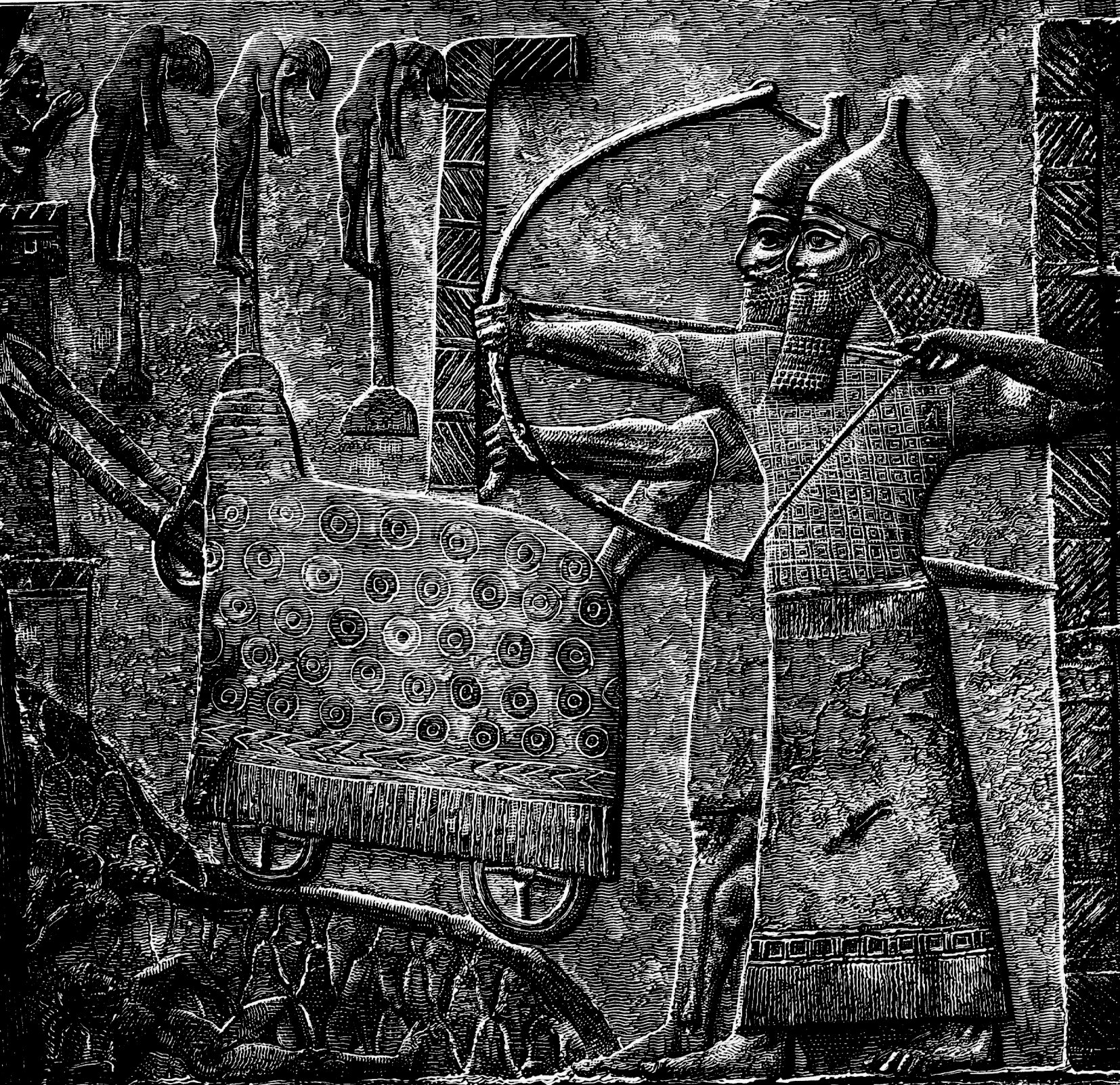
Ассирія, рельєф з вояками і страченими полоненими. Британський музей, Лондон.
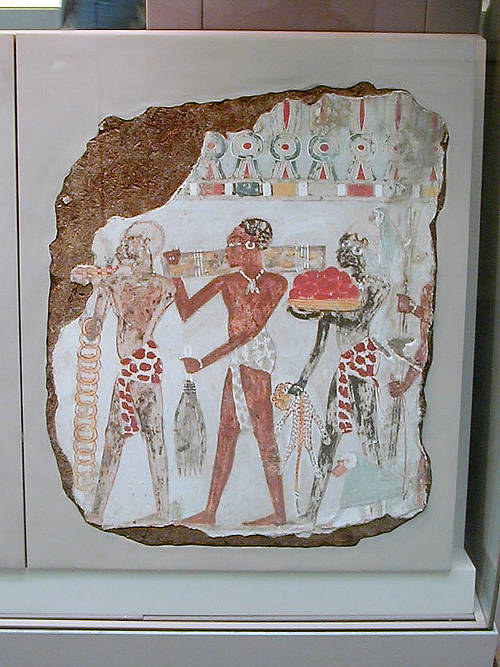
Підкорені африканські народи сплачують данину фараону Єгипту, фреска.

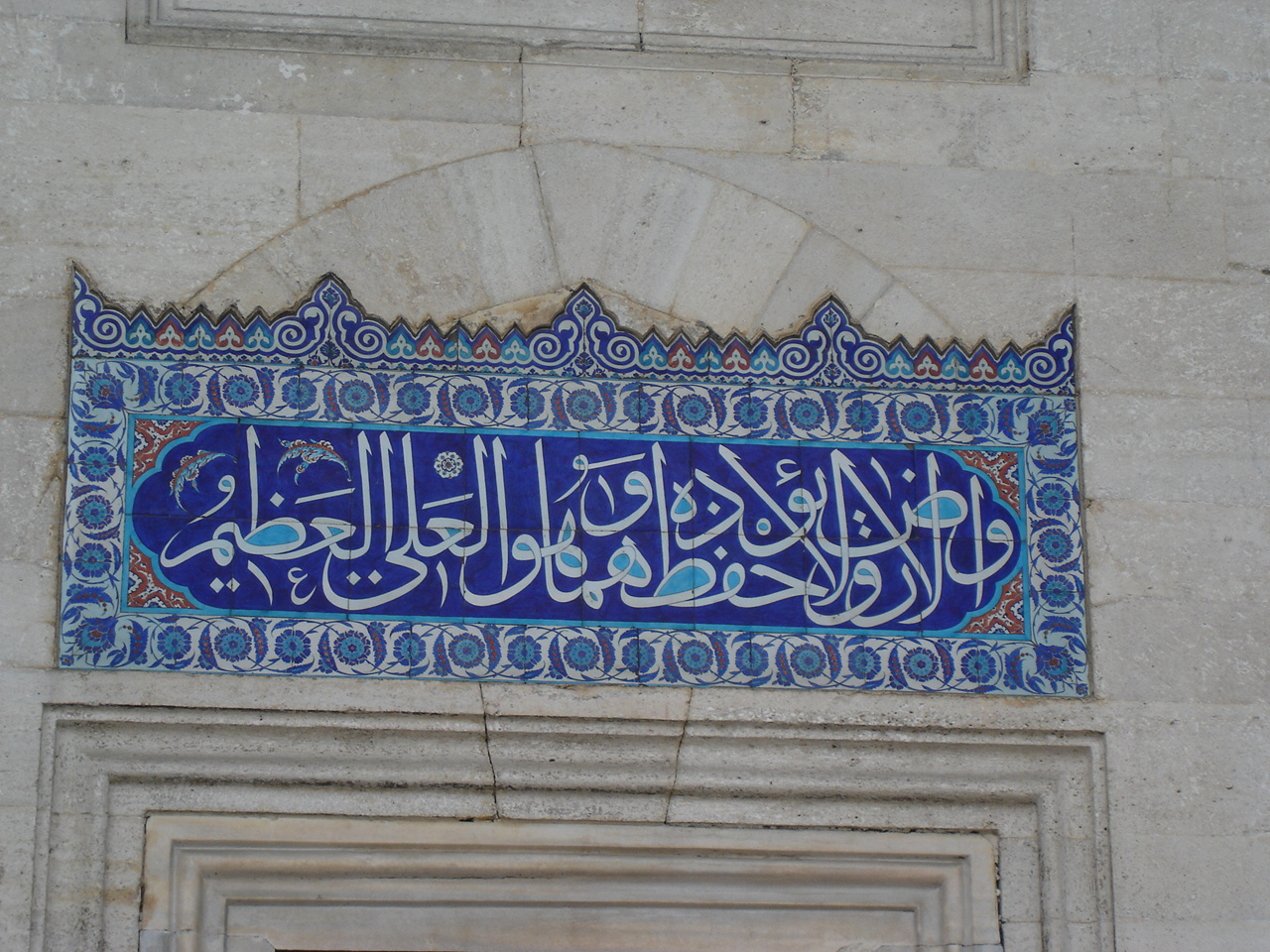
Мечеть Сулейманіє, Стамбул. Каліграфія на кольорових кахлях.
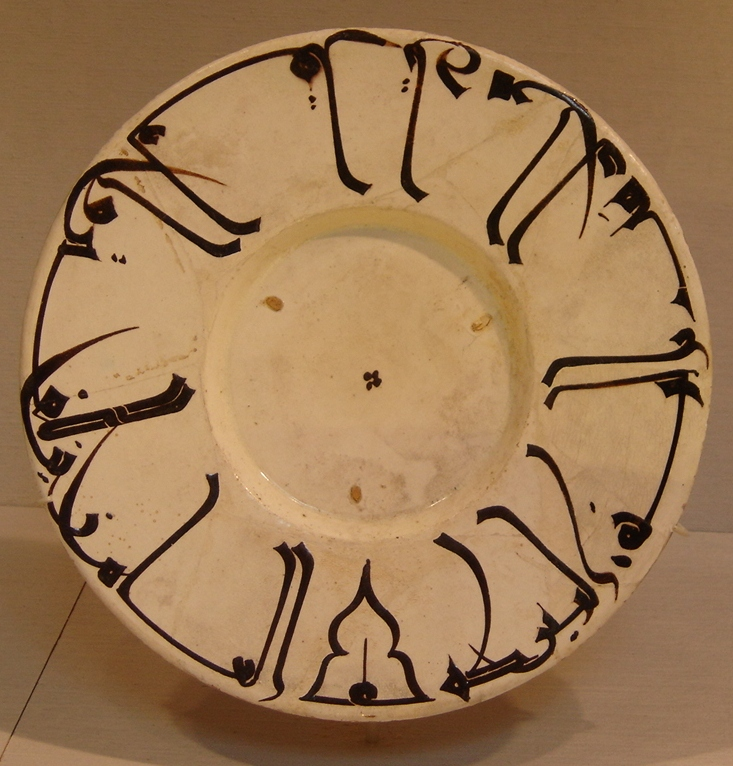
Фаянс з написом, 10 ст. Музей мистецтва Метрополітен, Нью-Йорк.
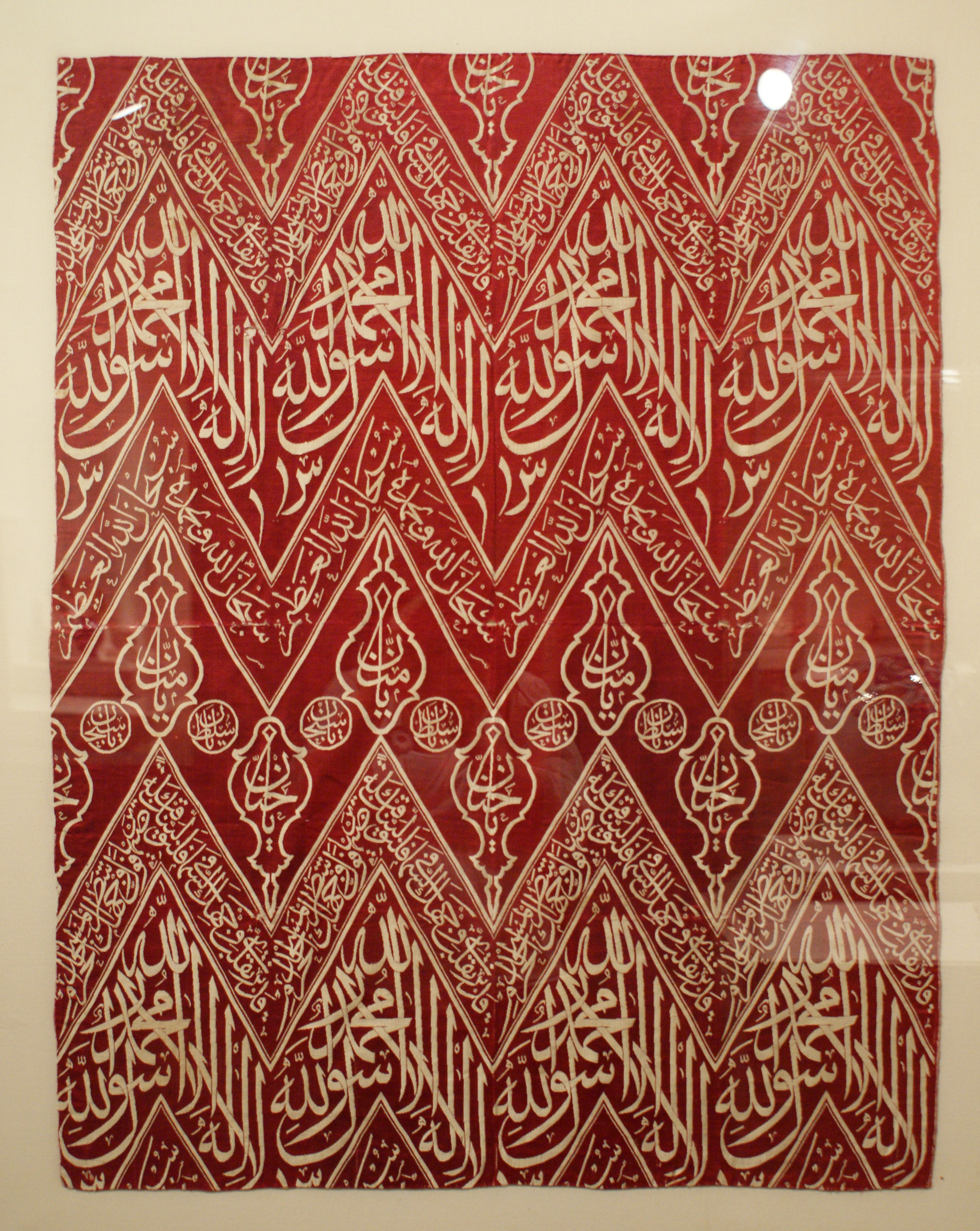
Шовкова парча 17 ст. Бруклінський музей, Нью-йорк.
Каліграфічний напис, стиль тулут
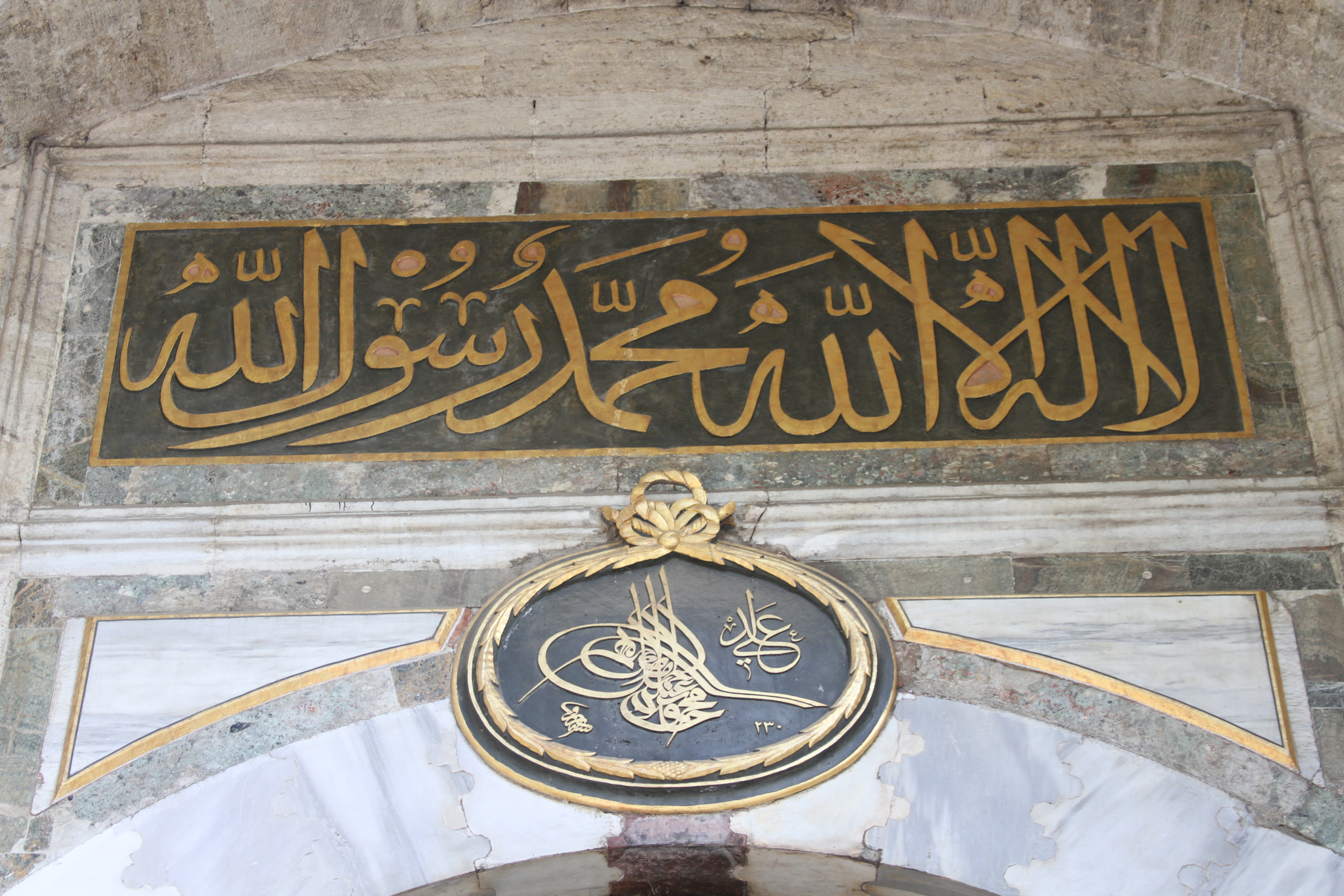
Палац Топкапи, Стамбул. Напис на брамі Фелісити

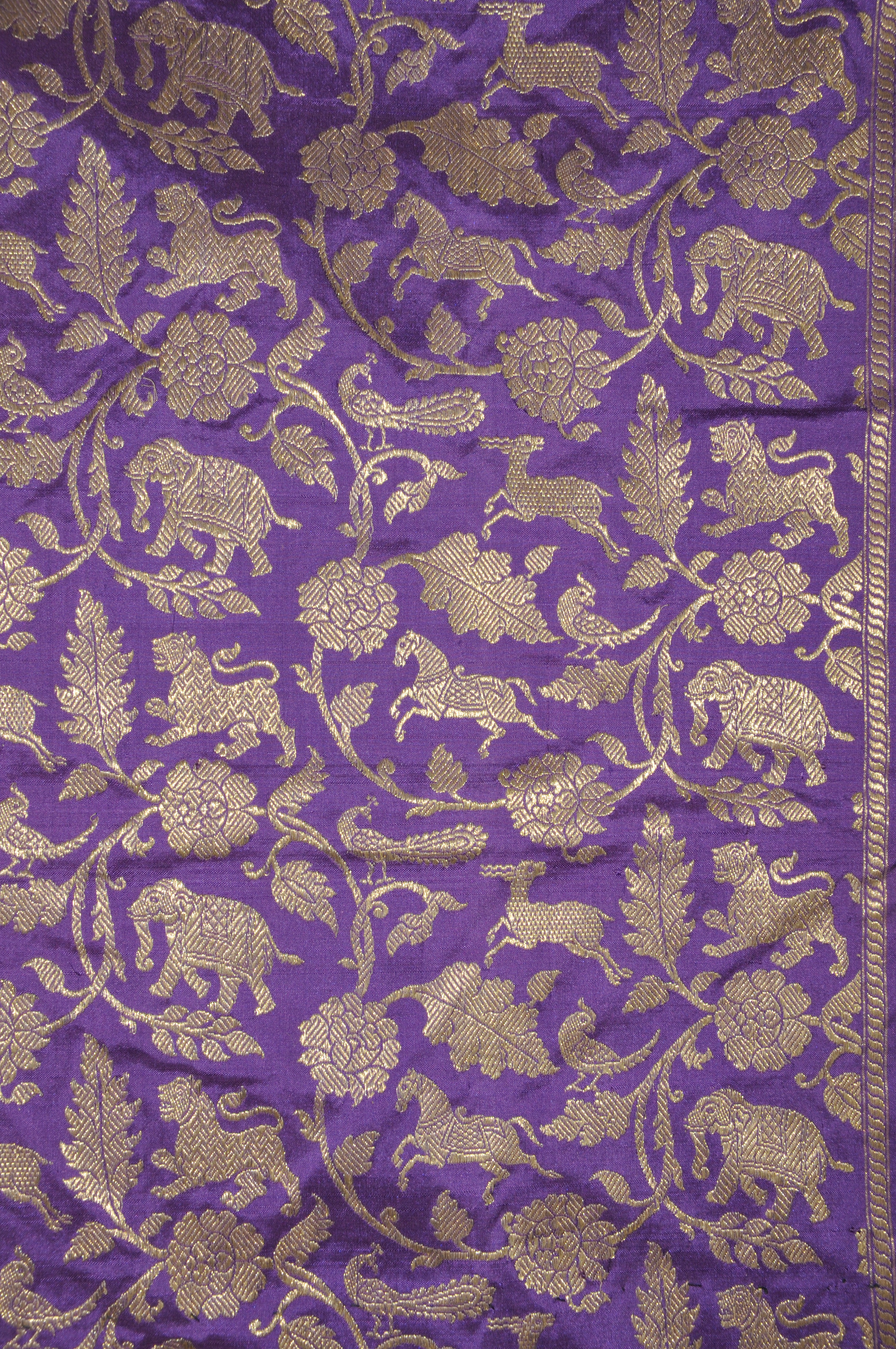
Парча для сарі, Бенарес, Індія.
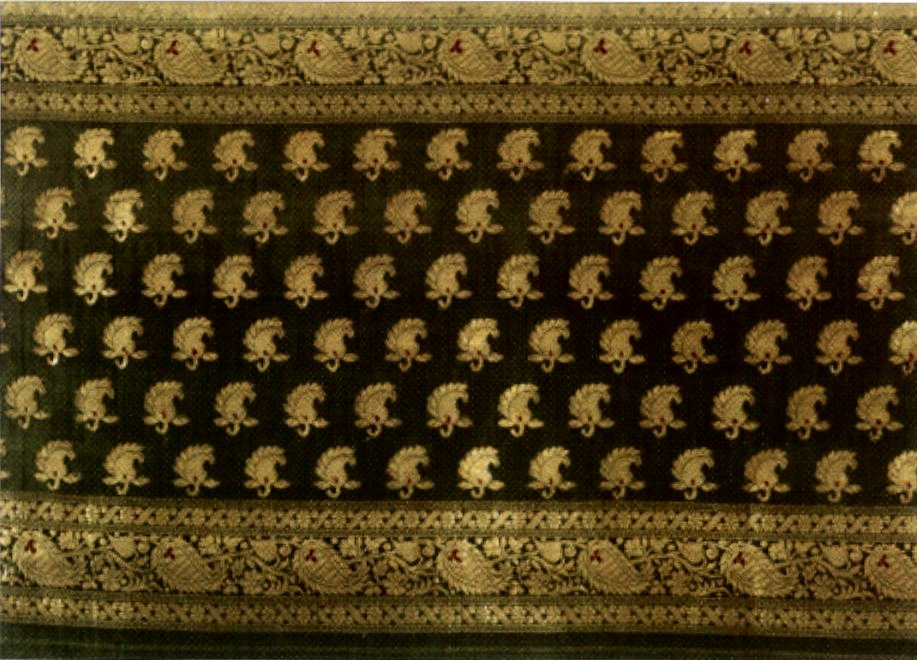
Чорна парча для сарі, Варанасі, Індія.
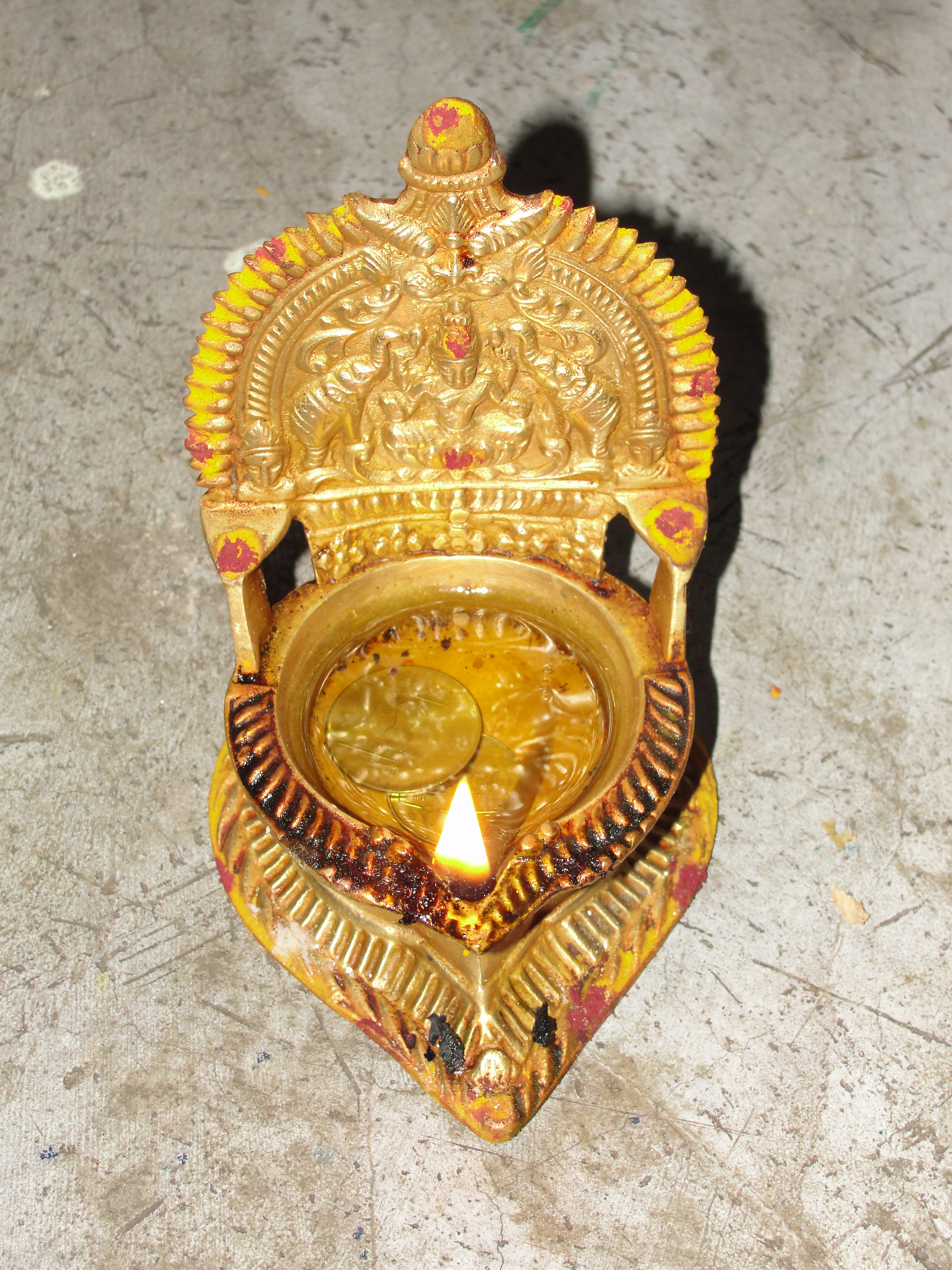
Олійна лампа, латунь. Тамільські ремесла Індії.
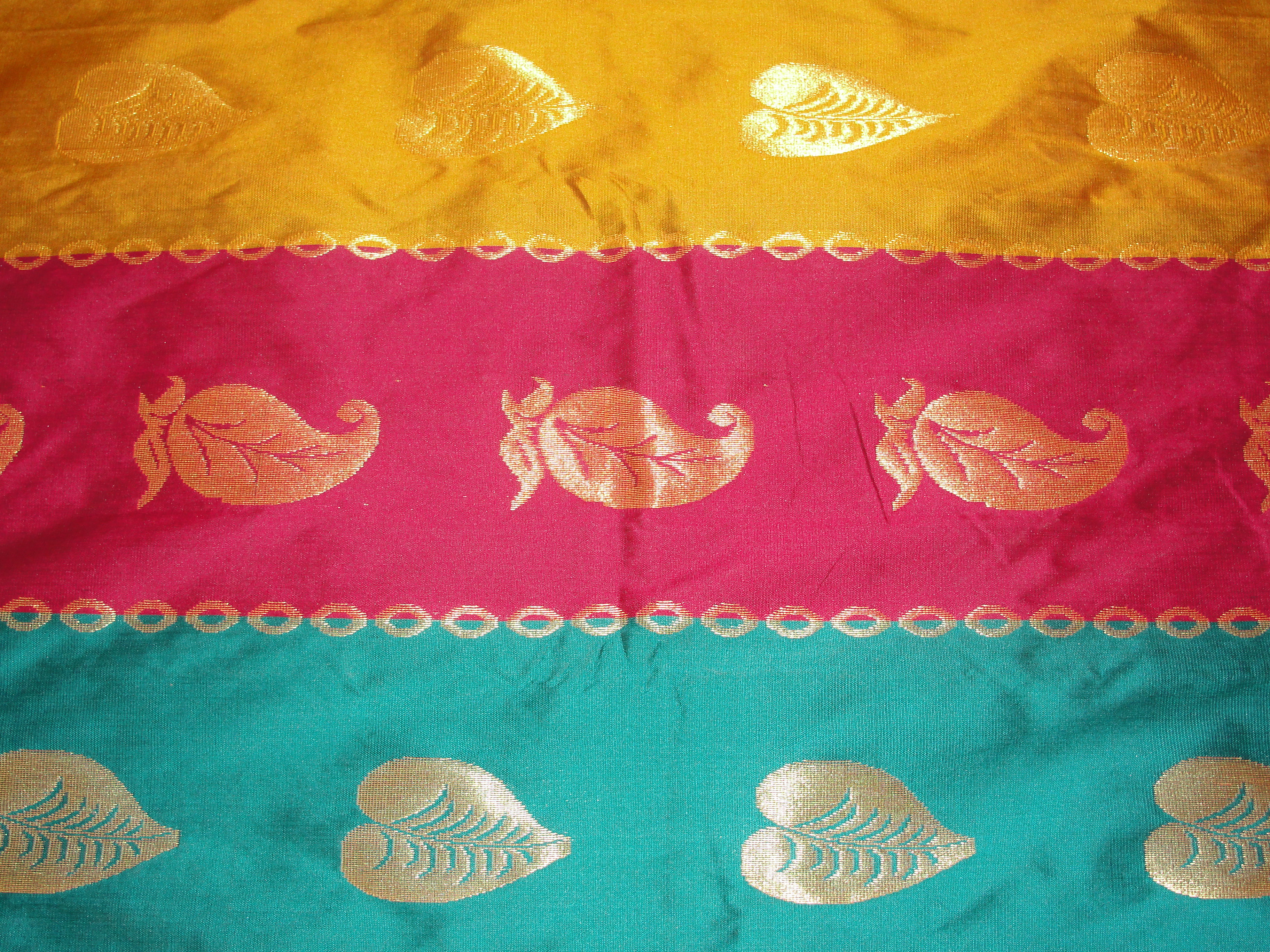
Кольорова парча для сарі, Варанасі, Індія.
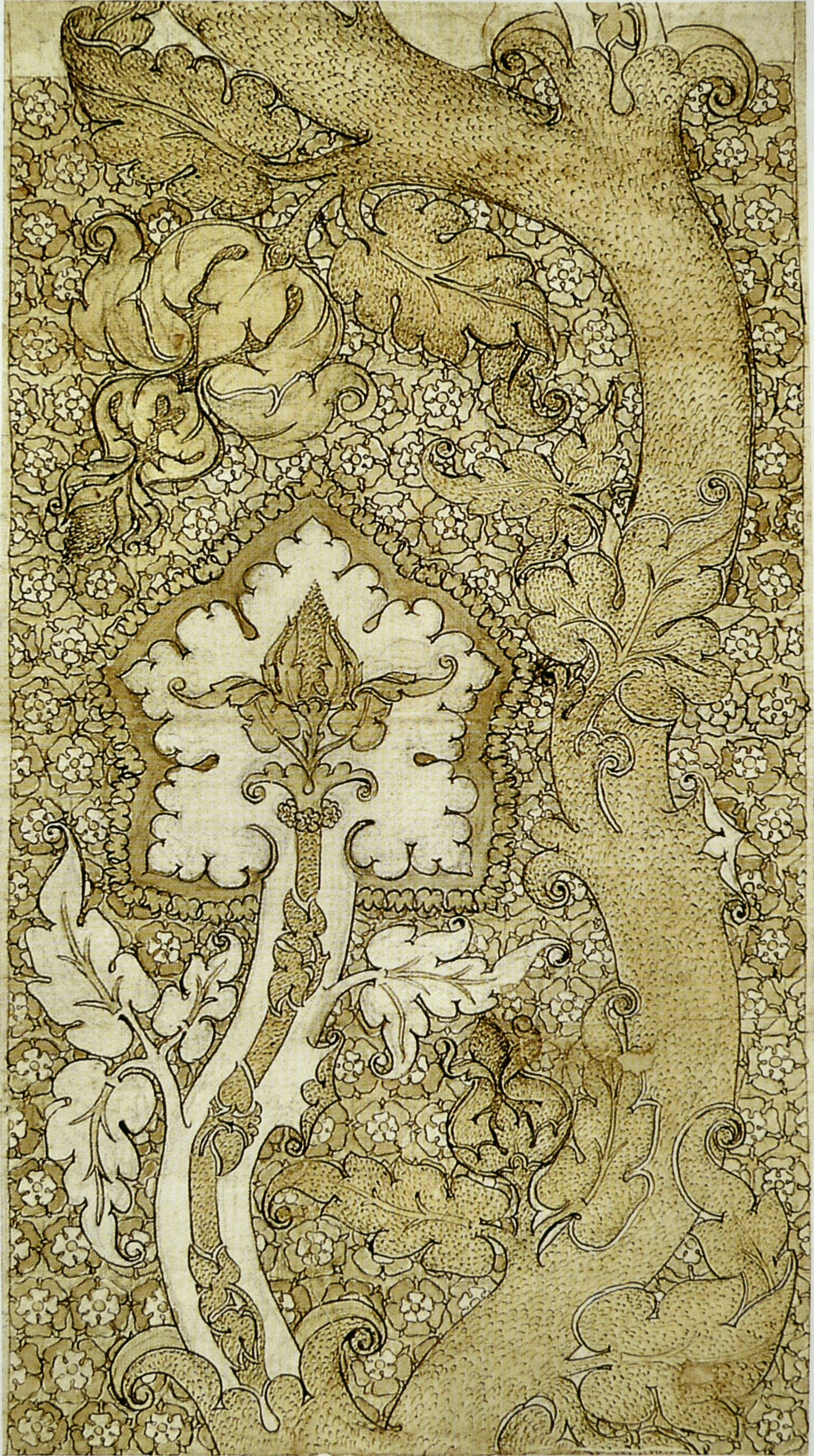
Парча 15 ст. Лувр, Париж.

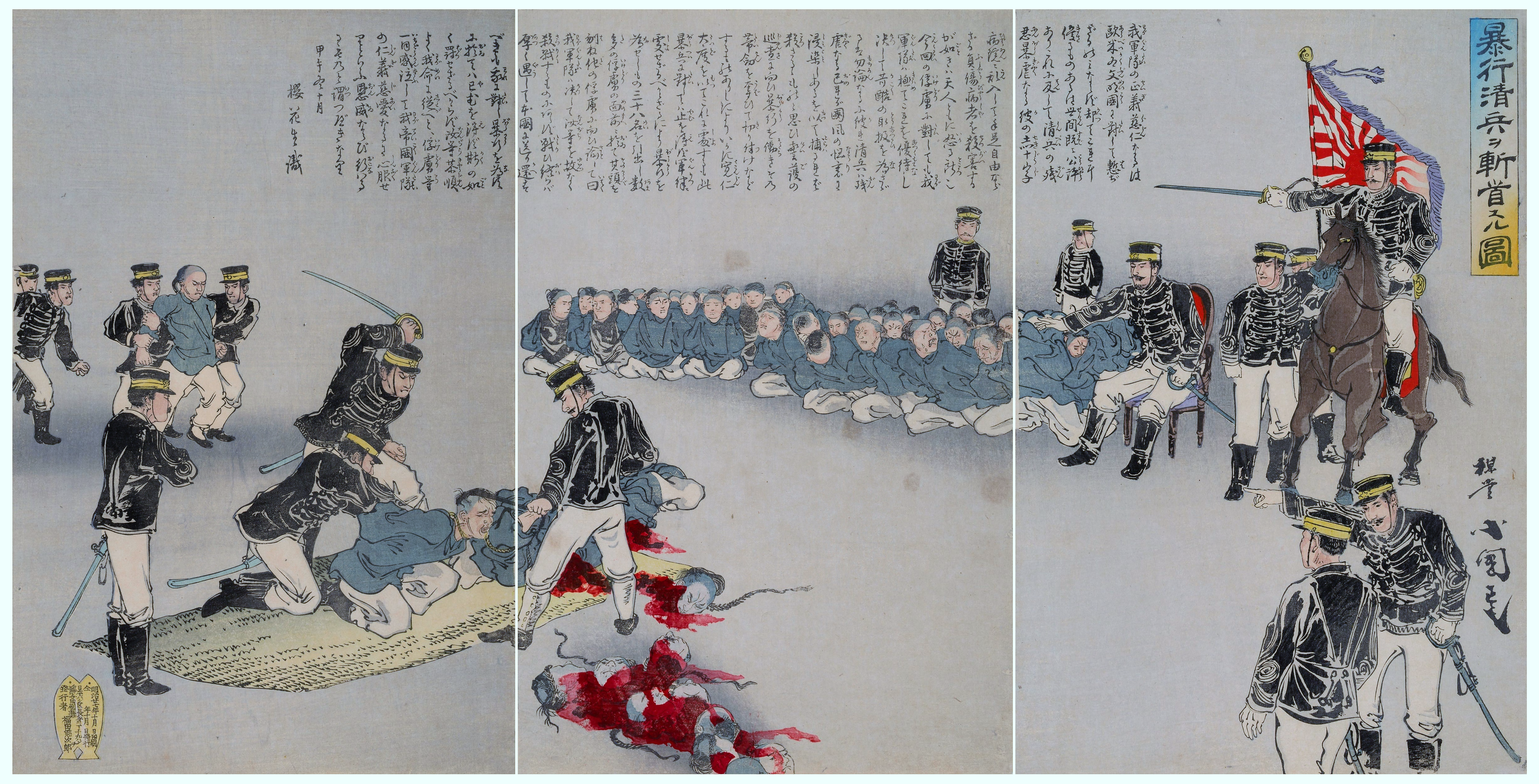
Страта китайських полонених вояками Японії 1894 року. Японська гравюра, жовтень 1894 р.

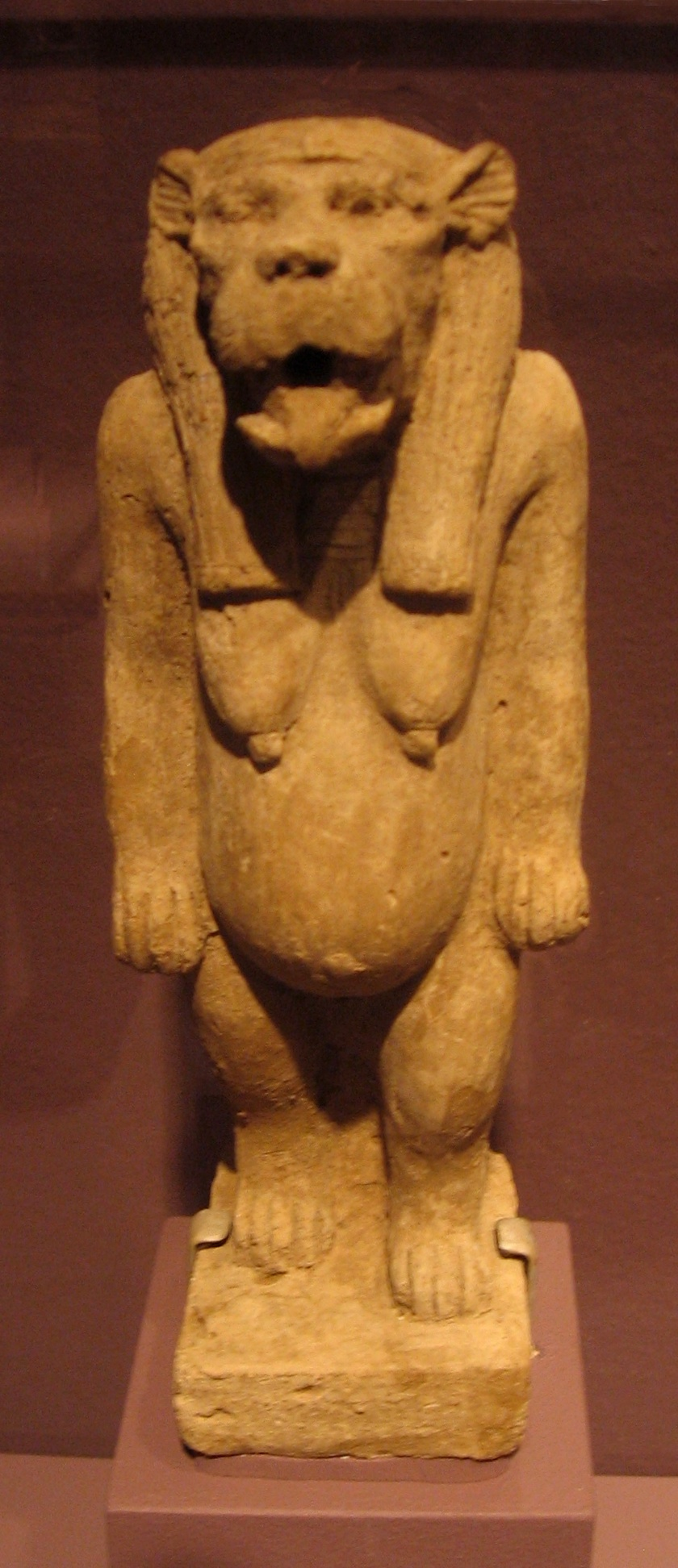
Левиноголова богиня Таварет, Нубія, (623-595 до н. е.) Бостонський музей образотворчих мистецтв, США
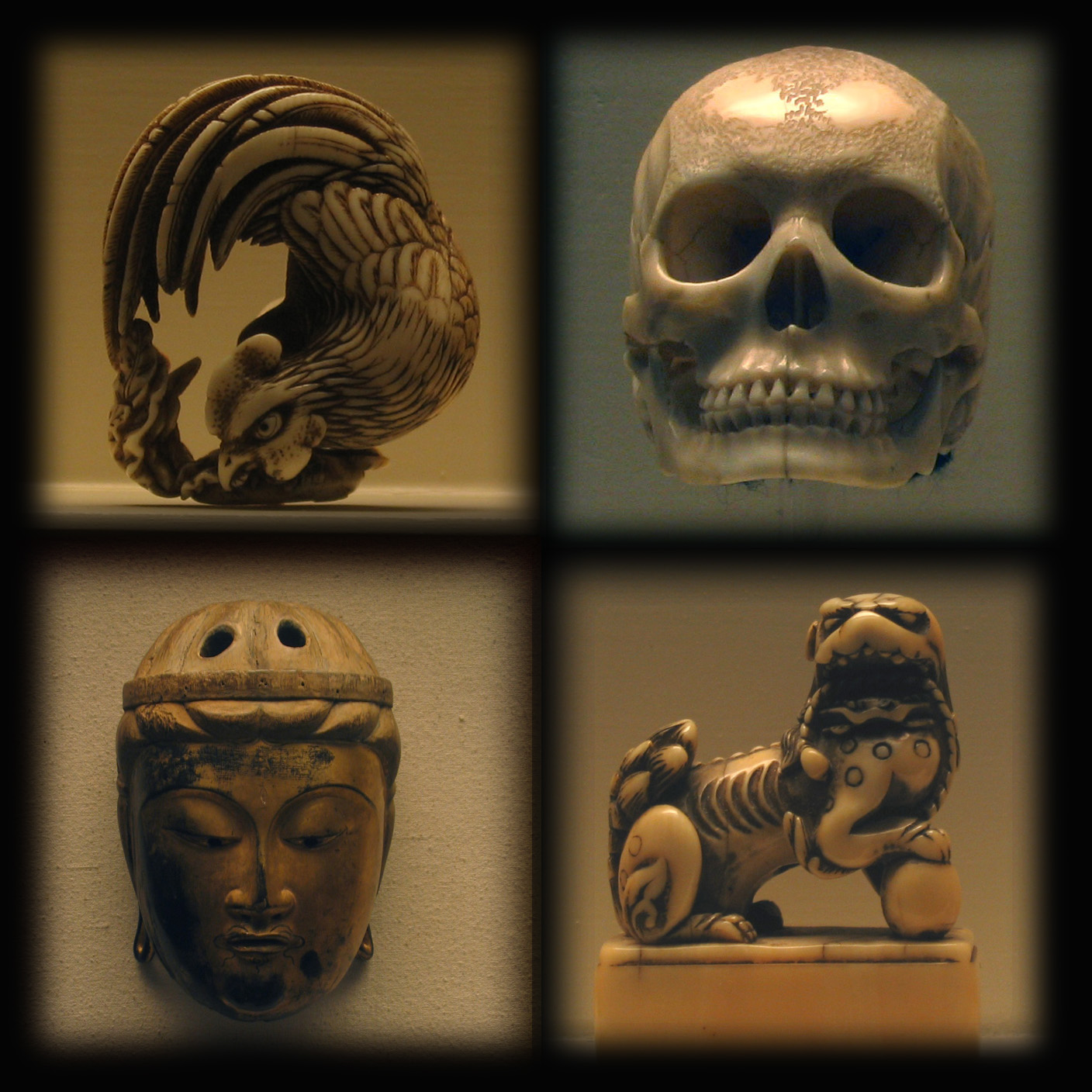
Музей Вікторії й Альберта, Лондон, колекція нецке
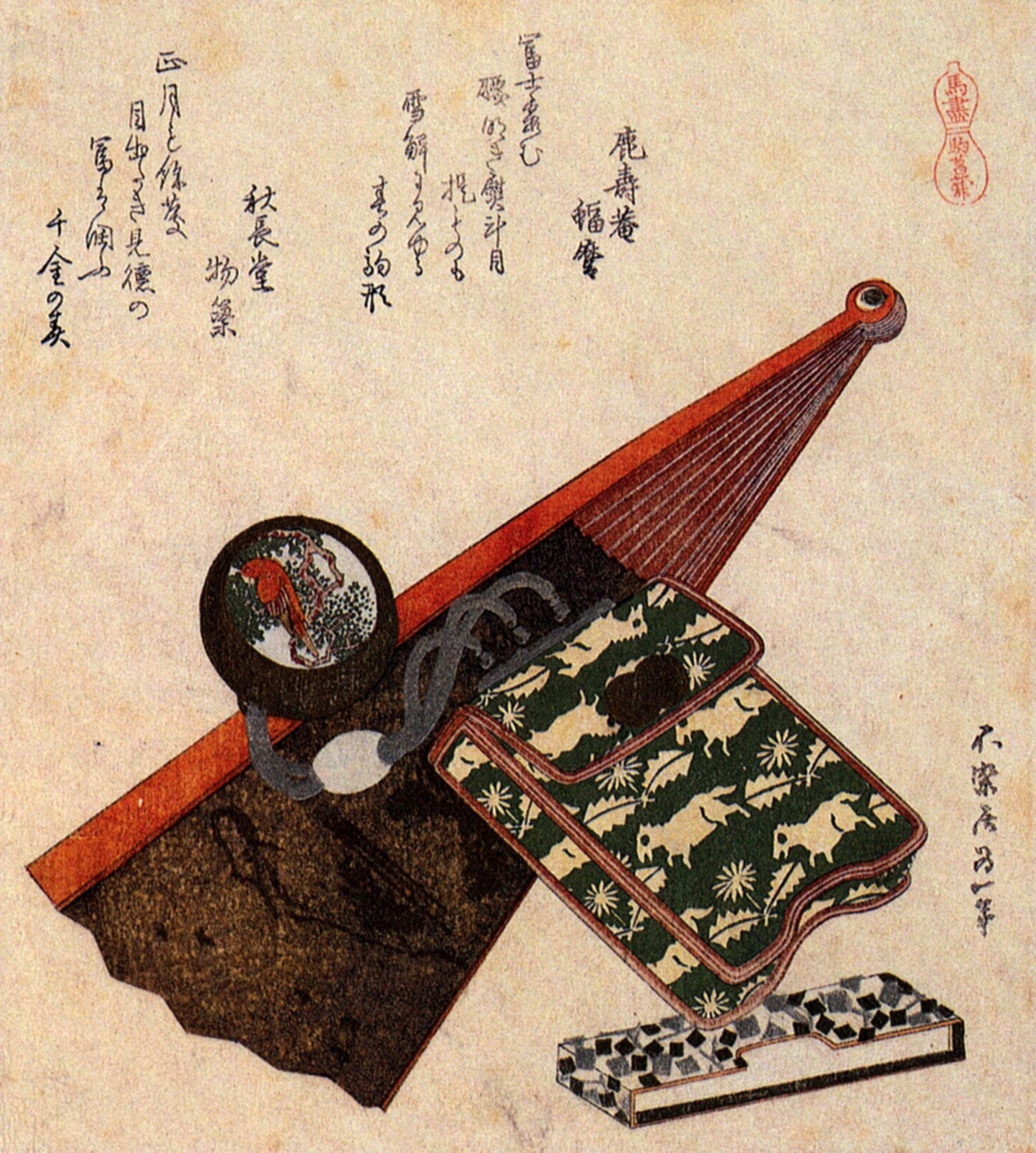
Кацусіка Хокусай, «Віяло і нецке», гравюра.
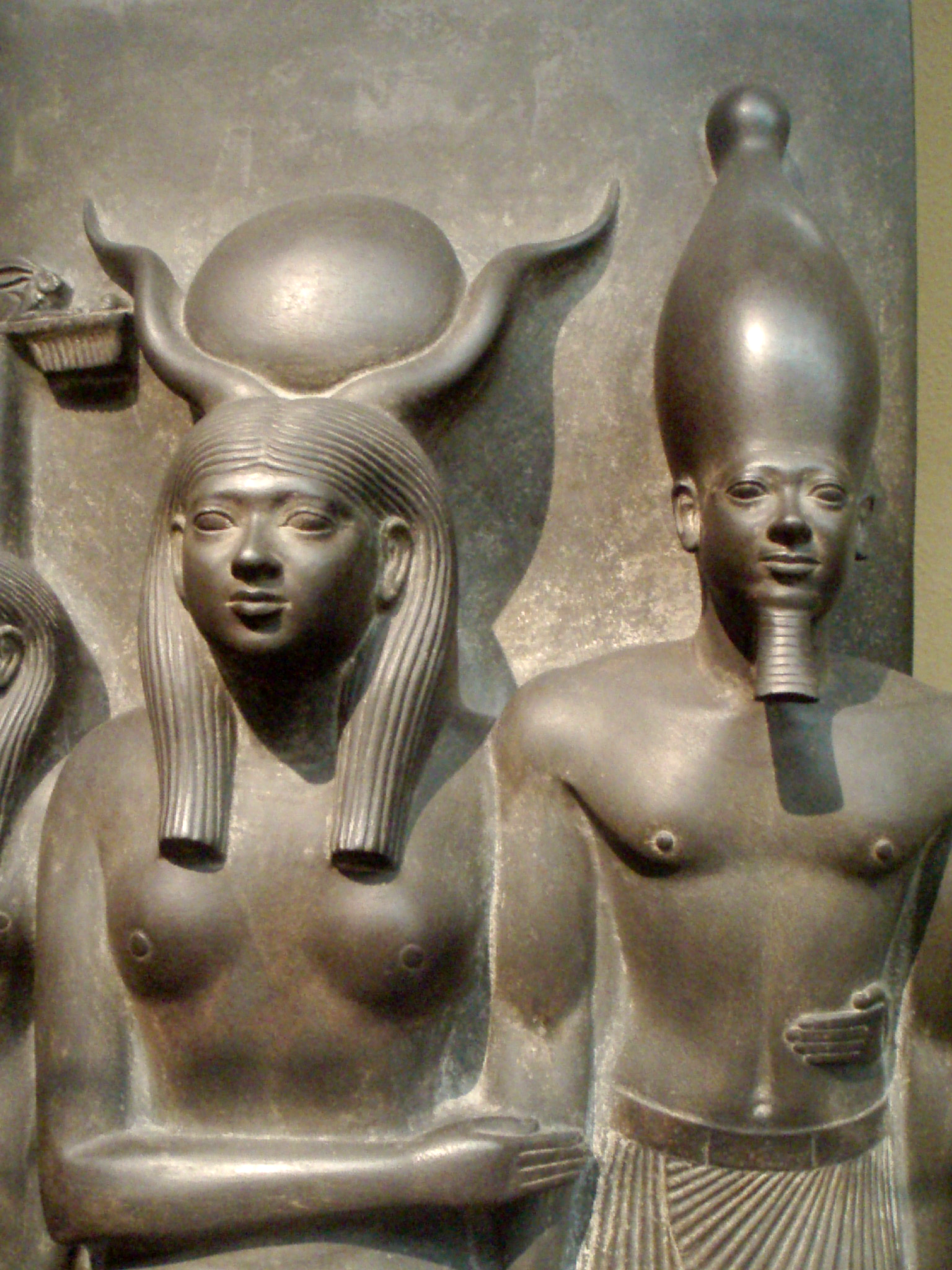
Мекаура і богиня Хатор. Бостонський музей образотворчих мистецтв, США
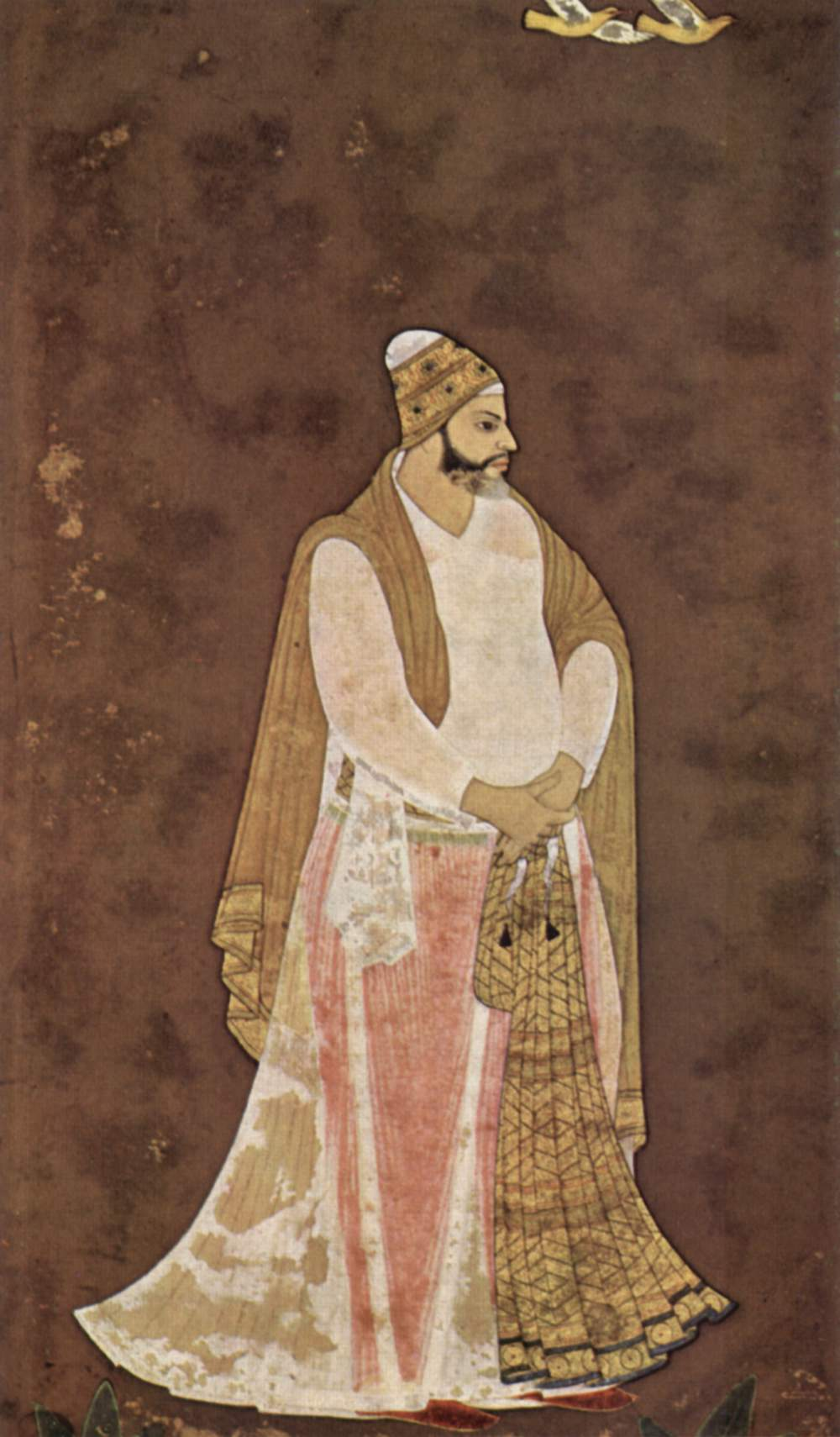
Портрет Мухаммада Алі, Індія, до 1615 р. Бостонський музей образотворчих мистецтв, США
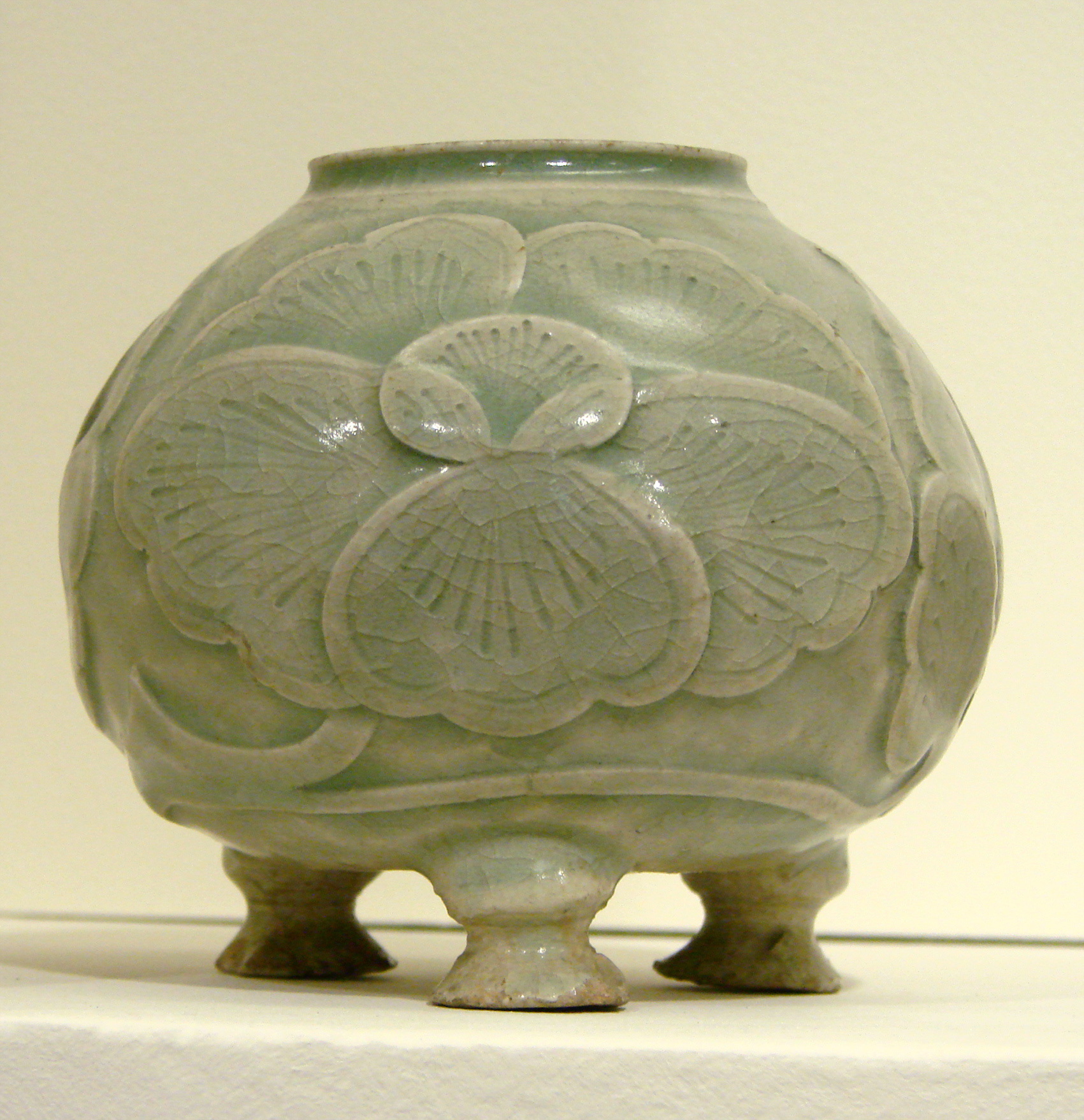
Ваза- трипод, селадон, Національний музей східних мистецтв Ґіме, Париж
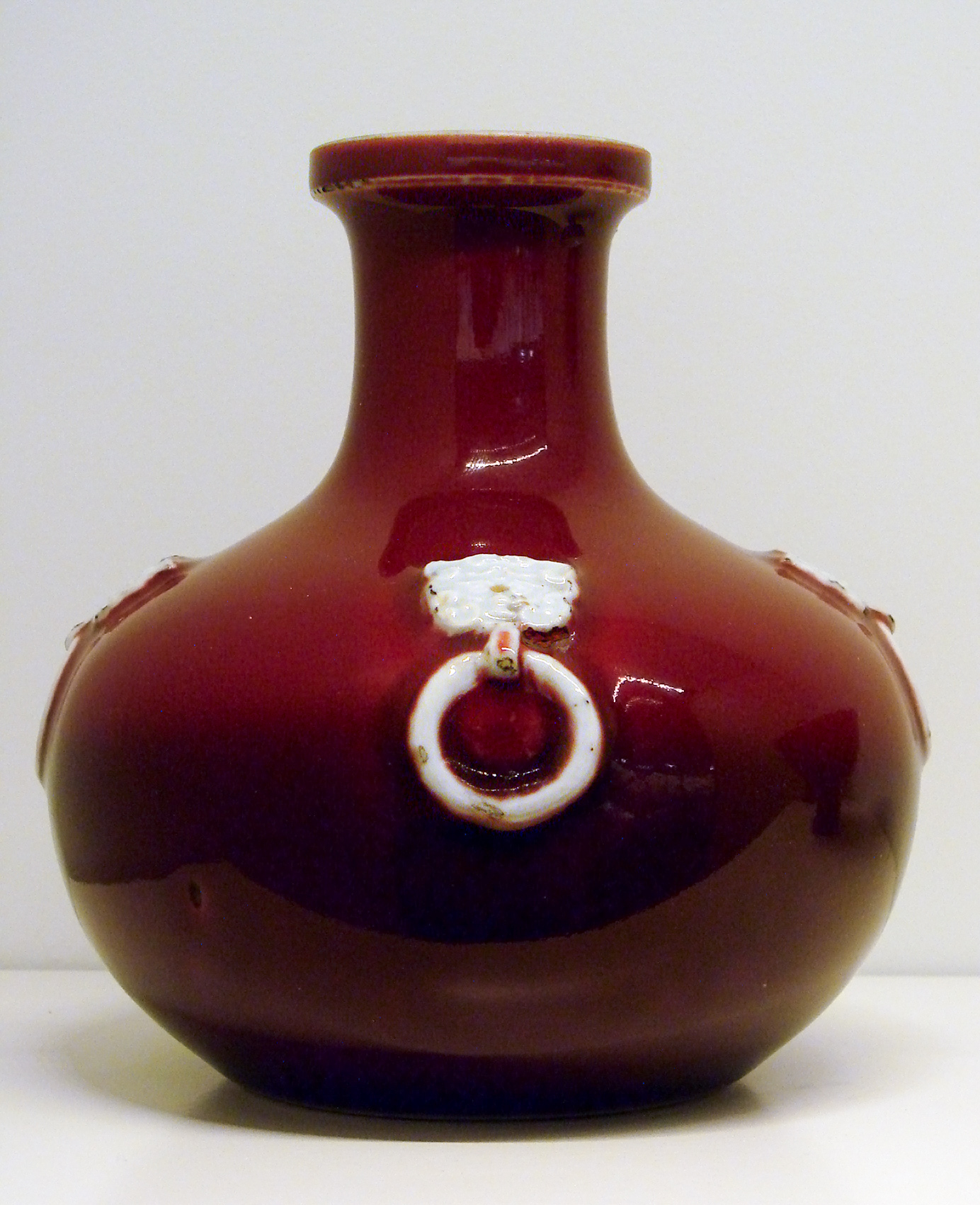
порцелянова пляшка 1735 р., Китай
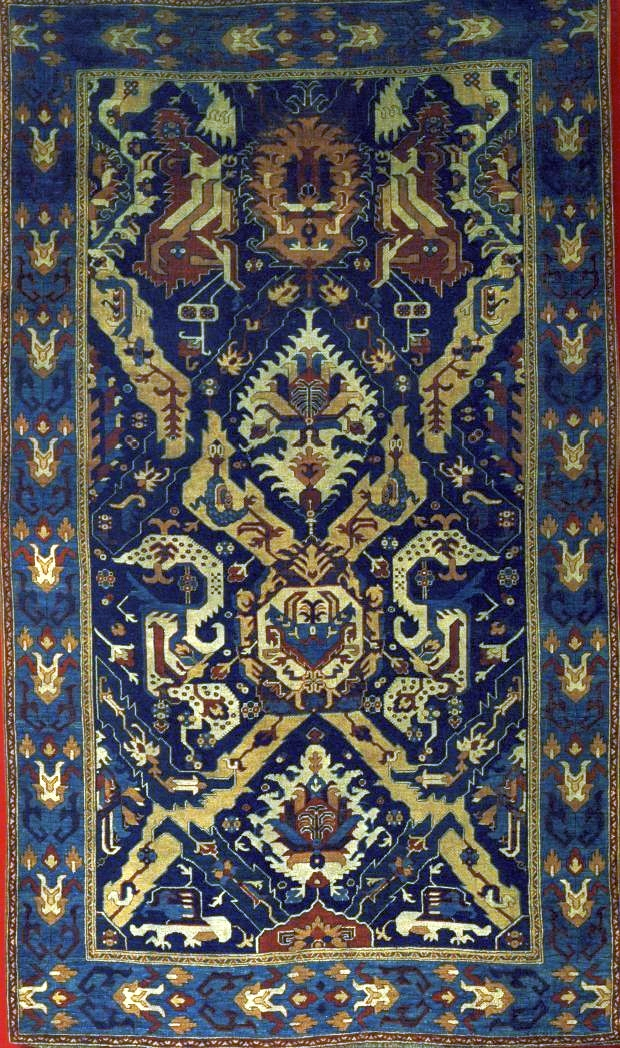
Килим з Нагорного Карабаху, бл. 1700 р., Варшава, Королівський замок.
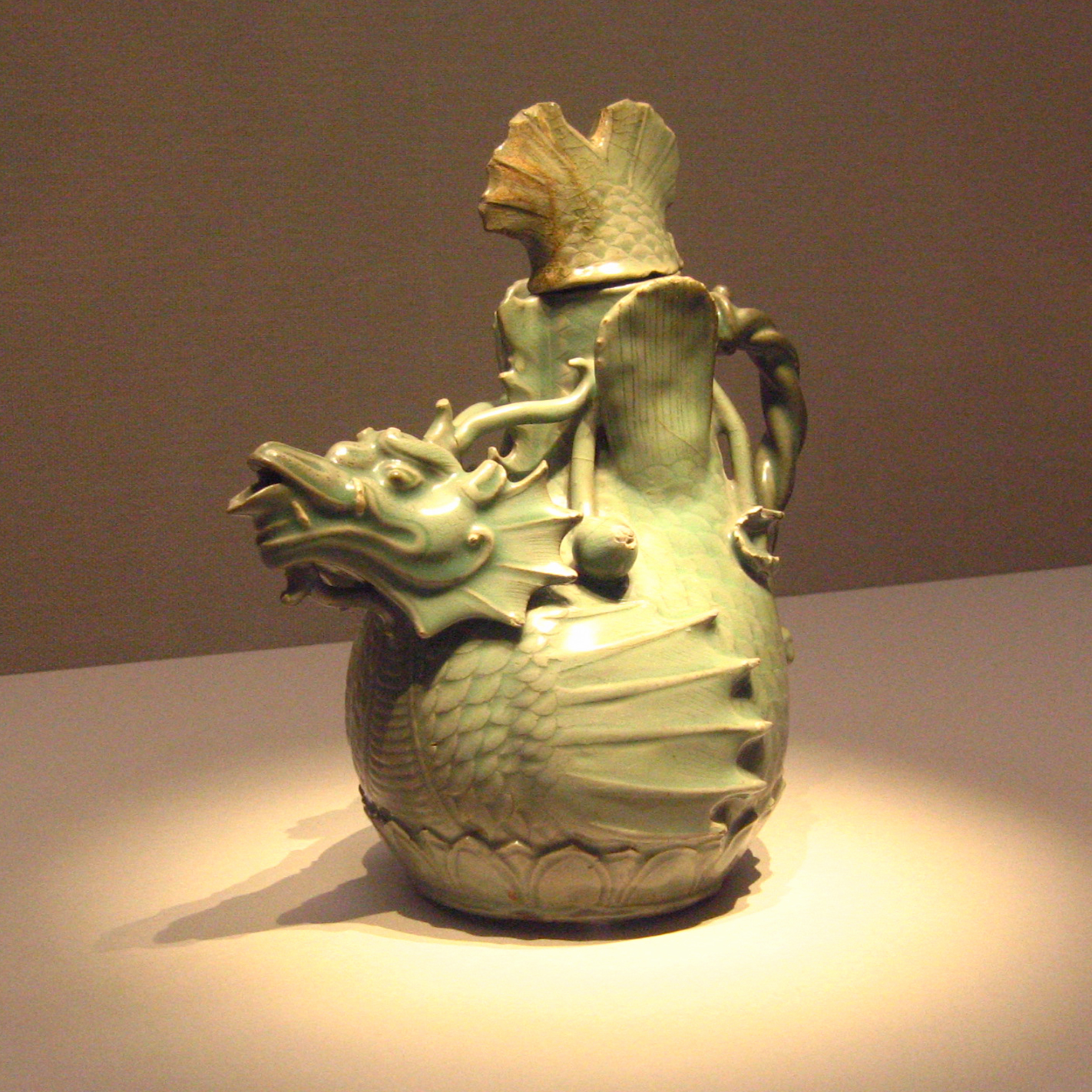
Ваза дракон, селадон, Національний музей, Сеул, Корея.

## Накопичення експонатів
Невеличкому музею в провінції і важко, і неможливо відтворити все розмаїття східних культур. Тим паче в період повільного формування фондів і відсутності визнаних шедеврів, що утримують мистецькі центри в Парижі, Тайвані, Нью-Йорку, Сан-Франциско, Лондоні, Пекіні, Шанхаї, Гонконзі, Бостоні[джерело?].

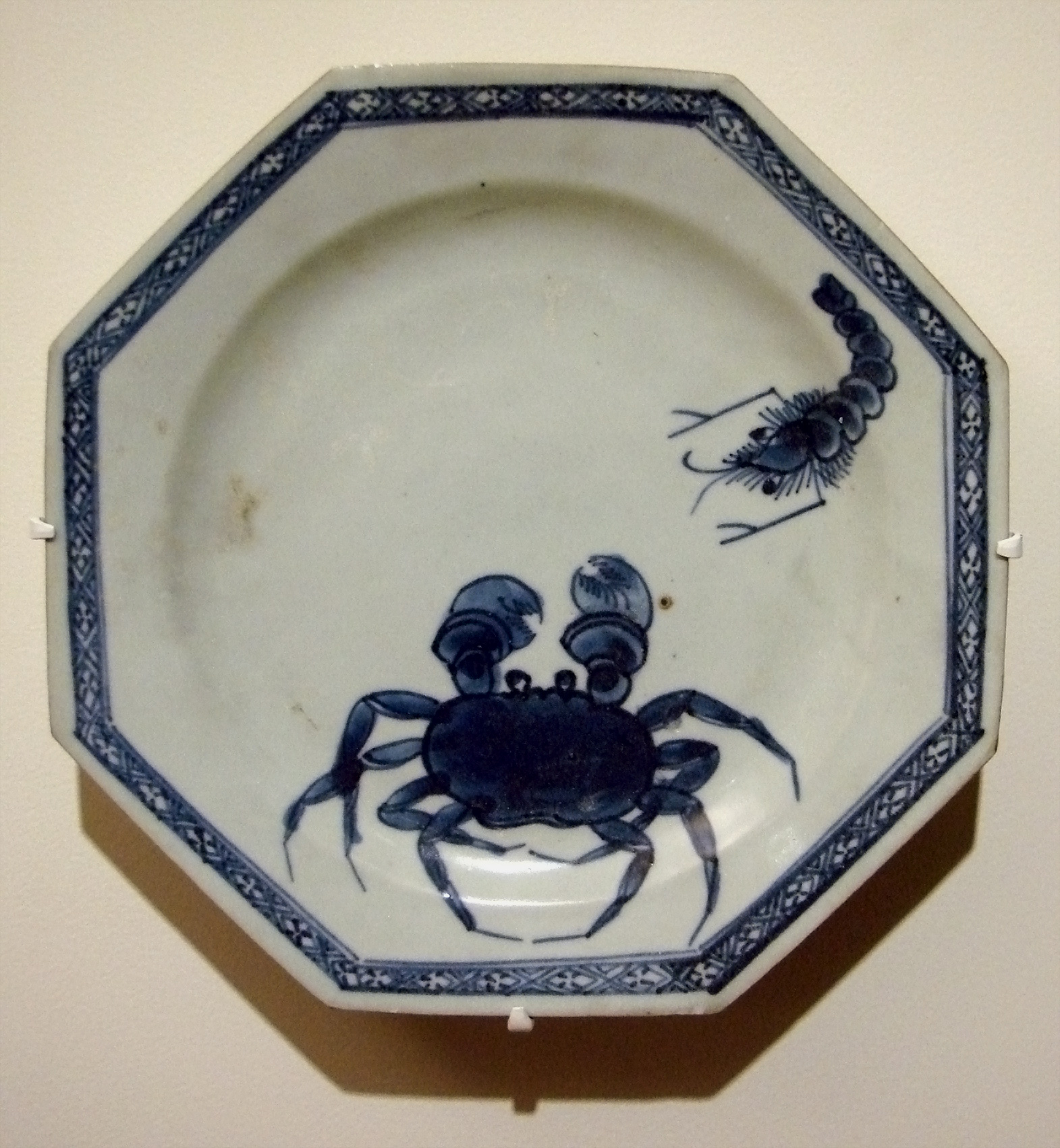
«Краб і креветка», порцеляна 18 ст., Національний музей східних мистецтв Ґіме, Париж
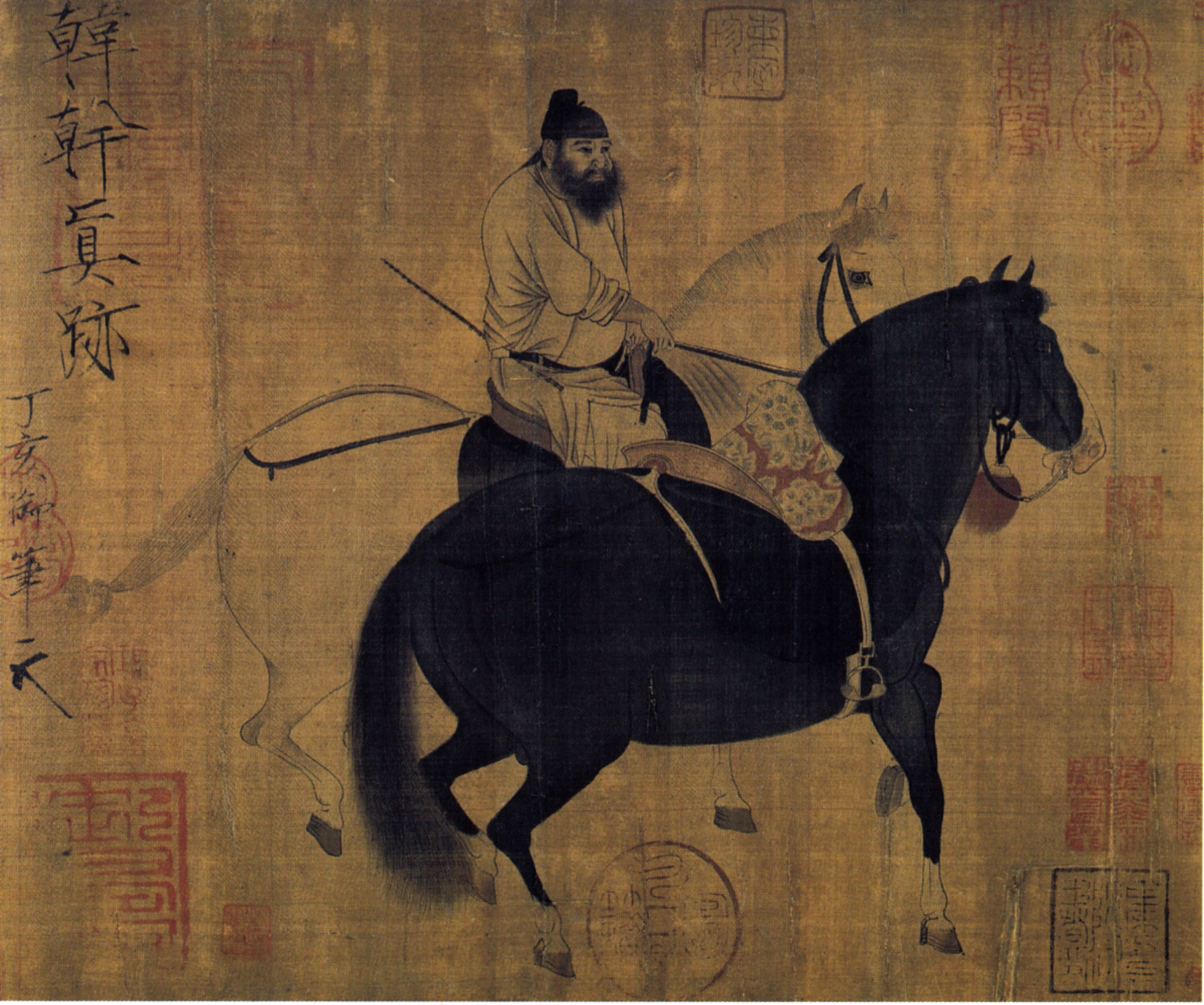
Художник Хань Гань. «Перегони двох коней, білого і вороного». 8 століття, Національний палац-музей (Тайбей)
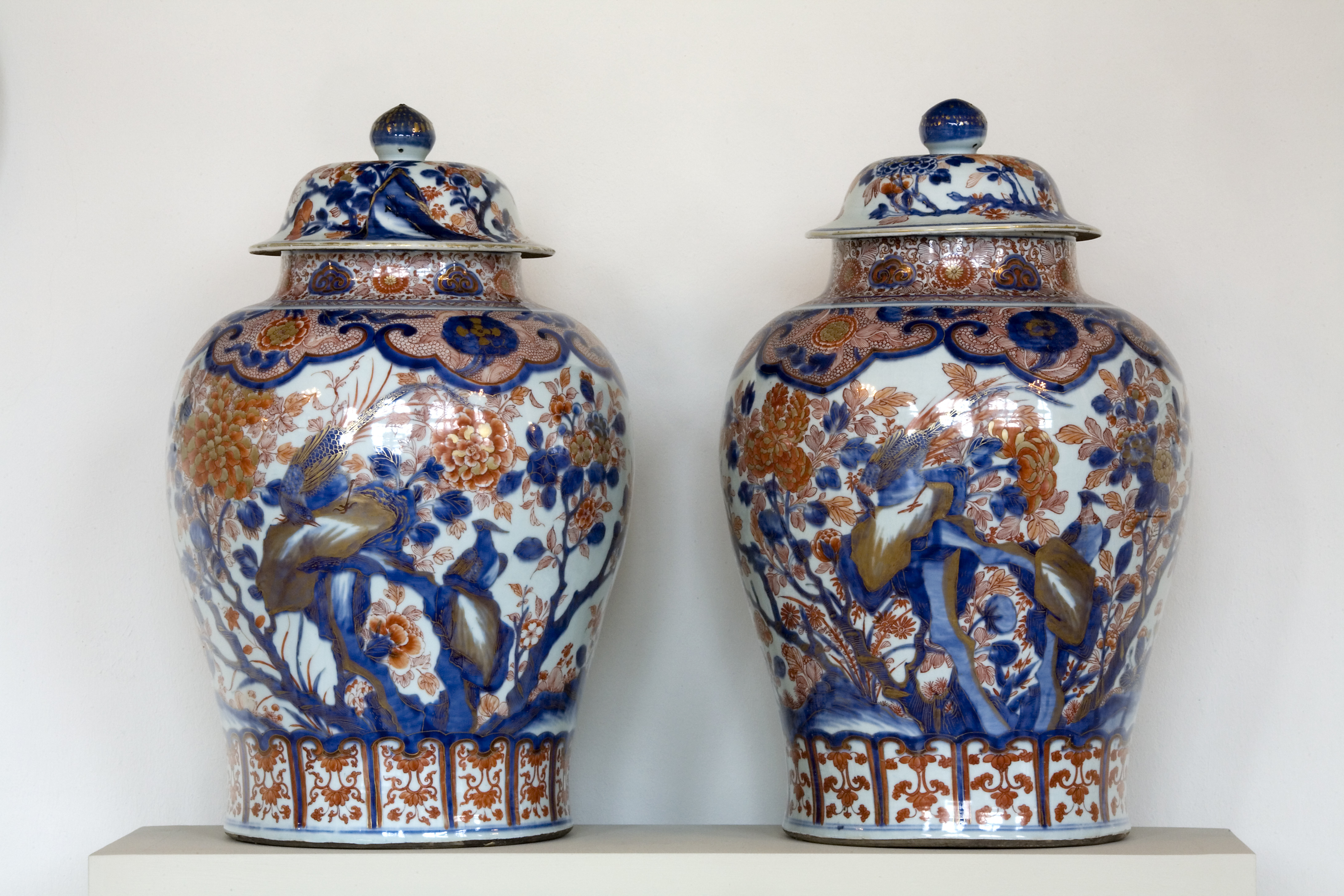
Порцеляна Китаю, період Канхі (1662–1722), Дрезден
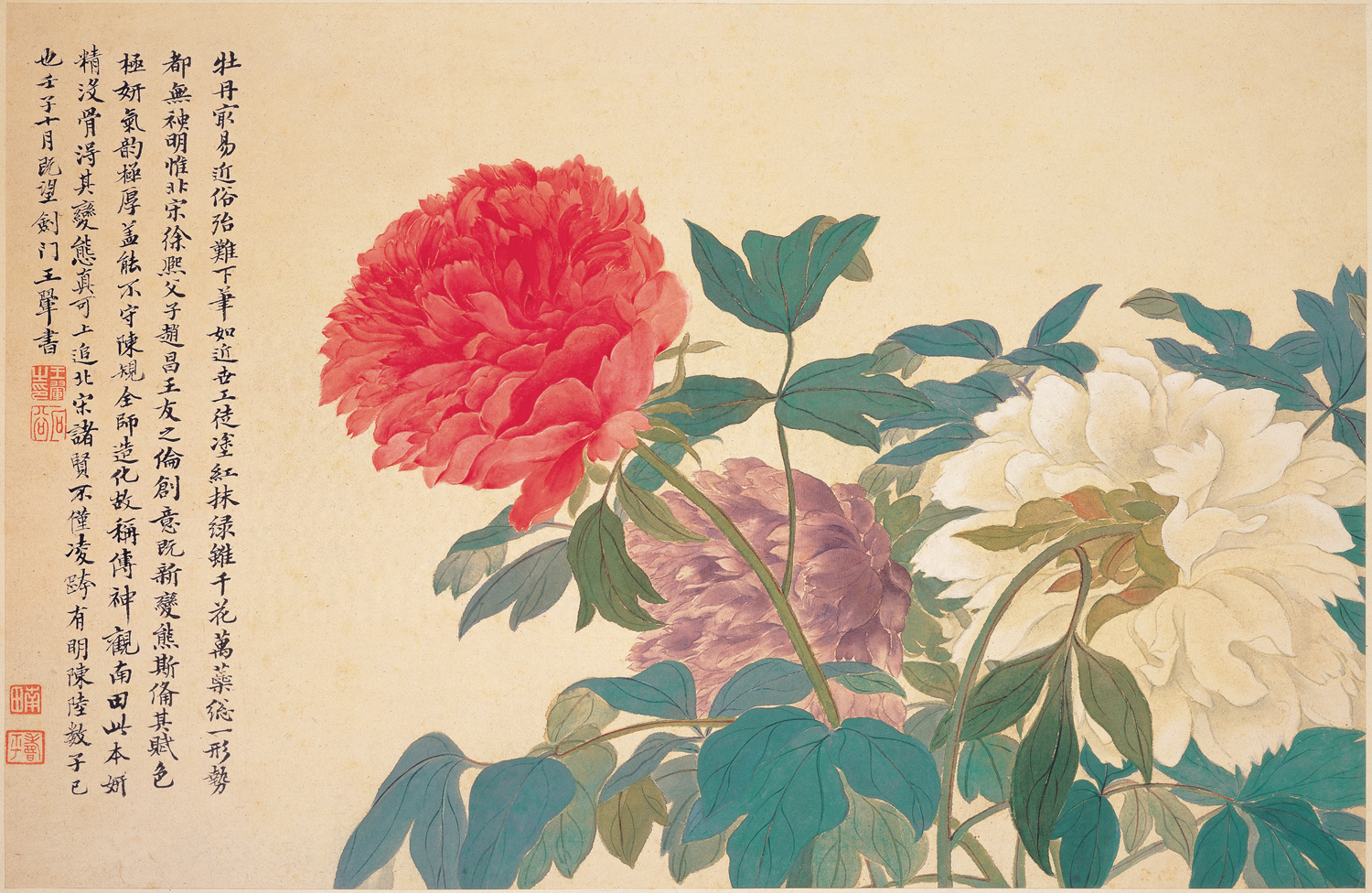
Художник Юн Шупін. «Півонії», 17 ст. Національний палац-музей (Тайбей)
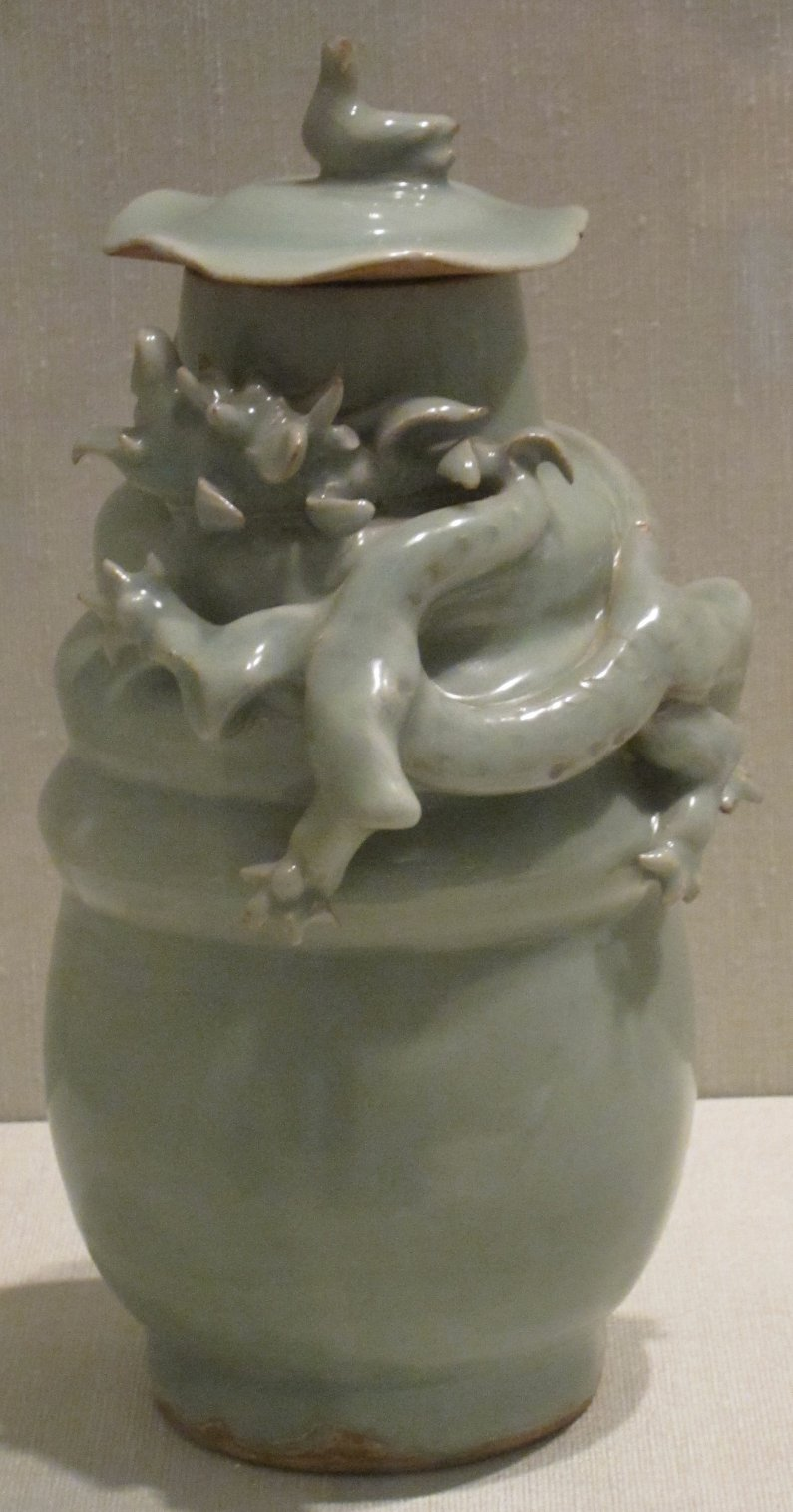
Порцеляна Китаю, селадонова глазур, період Південна Сун. Гонолулу, Академія мистецтв

## П'ять залів експозиції
В експозиції Китайського палацу представлено близько двохсот п'ятдесяти (250) живописних і графічних творів, пам'яток декоративно-вжиткового мистецтва, скульптур переважно з Єгипту, Шумеру, Китаю, Японії, Індії, Туреччини й Персії.

### Зал «Культура Китаю і Японії»
На початок 21 століття зал має найбільшу наповненість. Але тут відсутня безліч пам'яток ранніх періодів історії і мистецтва Китаю і Японії, які треба вивчати в самих каїнах. Музей демонструє здебільшого випадкові речі 17-19 століть (японська гравюра укійо-е, лакові вироби, нецке, віяла, різьблення по каменю й дереву, вироби з кераміки, порцеляна). Практично відсутні бронза, значні колекції текстилю і шовку, яким так уславився середньовічний Китай, відсутні середньовічний китайський портрет, меблі з бамбука і лаку, фрагменти архітектурних споруд, японські ширми, обмаль етнографічних речей.

### Зал «Культура Стародавнього Єгипту і Шумеру»
Експозицію залу створювали по крихтам і через відсутність значних приватних колекцій артефактів Стародавнього Єгипту в країні в минулому, і через відсутність у державі практики придбання експонатів на аукціонах зараз. На момент створення експозиції Львівська картинна галерея мала лише чотири невеликі єгипетські артефакти. Очільники галереї звернулись до музейних партнерів у Львові. Діяльно допомогли Музей етнографії та Львівський історичний музей, які передали непрофільні для них експонати зі сховищ. Так сюди потрапили фрагменти єгипетських саркофагів, мумія сокола тощо.
Але найдавніша серед східних цивілізацій — Шумер. Археологічні речі з Шумеру в музеї відсутні. Але тодішній директор Львівської картинної галереї Возницький пішов іншим шляхом. В експозиції представлені здобутки досліджень Кам'яної могили, що розташована за 15 кілометрів від сучасного міста Мелітополь Запорізької області. Саме там збережена значна частина малюнків і знаків, найдавніші з яких датують 2 — 10 тисячоліттями до н. е. Написи 8-7 тисячоліть до н. е. є підстави вважати найдавнішою писемністю серед виявлених. Поки науковці сперечаються, мовознавець-шумеролог Анатолій Кифішин почав доводити, що це не що інше, як протошумерське письмо. Якщо це так, то південні землі України були прабатьківщиною шумерів як народу.

### Зал «Культура мусульманських країн»
Зала в фазі формування, в експозиції кераміка, вироби з металу, килими, текстиль.

### Зал «Культура Індії, Індонезії, В'єтнаму і країн Тихоокеанського басейну»
Сама назва свідчить, що експонати мають еклектичний і випадковий характер. Більш-менш пощастило лише відділу Індії через плідні контакти з індійським дипломатом в Києві, що передав значну кількість речей для експонування.

### Зал «Україна і Схід»

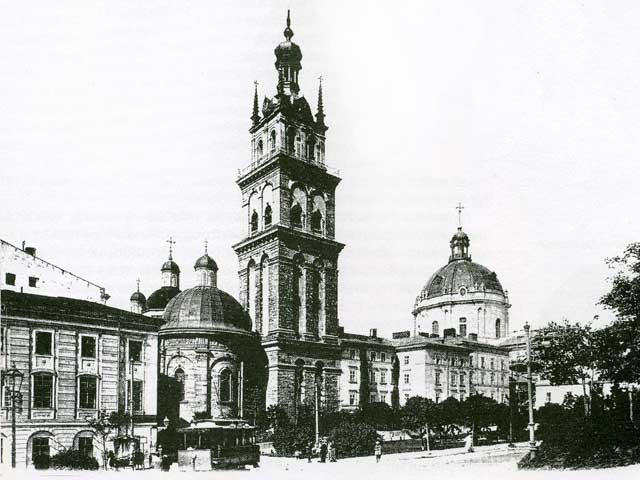
Трибанна Успенська церква і вежа Корнякта у Львові, 19 ст.

Залу прикрашає картина львівського художника Івана Малиновського «Єрусалим», котру той створив 1696 року для Успенської церкви у Львові. Адже Єрусалим став колискою для трьох світових релігій, і на картині Малиновського зроблена спроба відтворити всі його святині.
Про вплив Османської імперії на культуру народів України нагадують так звані «східні килими», які виготовляли в місті Бучач чи уславлені «слуцькі паски» з міста Броди.

## Час роботи
Музей працює з 10:00 до 17:00 (у неділю на 2 години менше)
Вихідний — понеділок. Ціна квитка — в замок п'ять гривень, в Музей східних культур — чотири гривні. Екскурсія — тридцять гривень (ціни на 2010 рік).